# Mika Halvari
Mika Halvari, född den 13 februari 1970 i Kemi, är en finländsk före detta friidrottare som tävlade i kulstötning.
Halvaris främsta meriter är hans silvermedalj vid VM 1995 i Göteborg och hans VM-guld inomhus 1995. Han vann fyra guld vid finländska mästerskapen i friidrott och har det nordiska rekordet i kulstötning. 

## Personliga rekord
- Kulstötning - 21,50 meter (inomhus 22,09 meter)